# NERABUS
NERABUS s.r.o. byl český autobusový dopravce se sídlem v Neratovicích. Jako společnost s ručením omezeným byl zapsán 22. února 2006. Byl pokračovatelem předchozí dopravní firmy Ivan Marinov-NERABUS, která provozovala autobusovou dopravu na živnostenské oprávnění od roku 1992. 
Od vzniku s. r. o. byl podle obchodního rejstříku vlastníkem 100% podílu jak Ivan Marinov, tak Vlasta Marinová. Od 3. srpna 2006 vlastnil Ivan Marinov 51% podíl a Vlasta Marinová 49% podíl. Od 5. února 2008 je jako stoprocentní vlastník firmy NERABUS zapsána společnost Veolia Transport Česká republika a.s. K 1. červenci 2009 společnost zanikla sloučením se společností Veolia Transport Praha s.r.o.

## Autobusová doprava
Společnost byla od svého vzniku významným dopravcem na trasách Praha – Neratovice a Neratovice – Mělník. Původně provozoval Nerabus i přímé linky z Prahy do Mělníka, ale dohodl se s ČSAD Střední Čechy a. s. na rozdělení trhu a tuto relaci jí přepustil. 
Provozoval také místní dopravu v okolí Neratovic (např. Zálezlice, Všetaty, Libiš, Obříství, Kojetice) (linky 250201 až 250207) a městskou autobusovou dopravu v Neratovicích, která zajíždí i do Libiše a Kojetic (linky 256001 a 256002). Linka 256001 je specifická tím, že většina jejích spojů je totožná s částmi spojů na meziměstské lince z Prahy, tentýž spoj je tedy v tomto úseku vykazován na dvou linkách současně. Tarif MHD Neratovice platí v oblasti Neratovic na všech linkách firmy Nerabus. 
Nerabus byl druhým největším autobusovým dopravcem okresu Mělník. 
Byl jedním z mála významných regionálních dopravců v okolí Prahy, kteří se nezapojili do systému Pražské integrované dopravy, ale ani do systému Středočeské integrované dopravy. Na autobusových linkách PID mezi Prahou a Neratovicemi jezdí též Dopravní podnik hl. m. Prahy a. s., ale nikoliv v nejpřímější trase, kterou zajišťoval Nerabus. Rovněž ČSAD Střední Čechy a. s. jezdí některé místní linky v rámci systému PID. 
Zastávkové sloupky firmy NERABUS se vyznačovaly vesměs tím, že provedení označníku vůbec neodpovídalo platným předpisům. Jako označení zastávky NERABUS zpravidla umisťoval dvojici šedých tyčí, které byly ve směru osy vozovky v horní části spojeny panelem, na němž byl uveden název zastávky, a ve střední části deskou pro jízdní řády. Standardní označení zastávky (dopravní značka IJ 4a nebo IJ 4b dle vyhlášky č. 30/2001 Sb. a dle přílohy ČSN 73 6425) na tomto označení zcela chybělo.
Společnost Nerabus chystala od poloviny roku 2009 nasadit v městské hromadné dopravě v Neratovicích český prototyp hybridního vodíkového elektrobusu. K tomu nakonec došlo již pod hlavičkou Veolia Transport Praha, avšak na předváděcí jízdě pro novináře autobus řídil Ivan Marinov, původní majitel Nerabusu.